# Енисейск
Енисейск (на руски: Енисейск) е град в Красноярски край, Русия. Разположен е на левия бряг на река Енисей, на 348 km от Красноярск. Административен център е на Енисейски район, макар да не влиза в състава му. Образува градски окръг Енисейск, в който е единствено селище. Населението му към 2019 г. е 17 805 души.

## История
Селището е основано от тоболски казаци през 1619 г. като паланка и е първото на река Енисей. Играе важна роля в руското колонизиране на Източен Сибир през 17 – 18 век. Заема централно място по пътищата между Урал, река Об и река Кет. Така бързо се превръща в административен и икономически център в Източен Сибир. В периода 1624 – 1629 г. е пряко подчинено на Тоболск. Бързо се превръща и в място на заточение. Тук е заточен Авакум Петров в периода 1653 – 1662 г. През 1676 г. Енисейск получава статут на град. По това време основните му отрасли са кожарството и риболовът. Най-голям разцвет градът преживява през 18 век.
Към началото на 19 век започва да губи значението си, поради построяването на железници и други пътища на юг. През 1840-те години Енисейск става база на голям златодобивен район в хода на златната треска в Сибир. През 1860-те години добивите на злато западат, което се отразява тежко на икономиката на града.
Два пожара през 1869 г. практически унищожават града, с изключение на по-високите му части, като в тях загиват стотици жители. На следващата година градът е наводнен, поради наличието на ледоходи по реката. През 1876 г. е прокарана телеграфна връзка с Красноярск.
Октомврийската революция и последвалата я гражданска война причиняват сериозни щети на населението, икономиката и културата на града. През февруари 1919 г. белогвардейският режим на Александър Колчак жестоко потушава Енисейско-Маклаковското въстание на месните работници и военнослужещи. От друга страна, установилата се през 1920 – 1921 г. съветска власт в района потиска движението на недоволните местни селяни.
Историческият център на града е включен в предварителния списък на световното културно и природно наследство на ЮНЕСКО през 2000 г.

## Население
| 1690   | 1723   | 1856   | 1897   | 1917   | 1926   | 1931   |
| ------ | ------ | ------ | ------ | ------ | ------ | ------ |
| 3000   | 4500   | 5100   | 11 500 | 7100   | 6000   | 5800   |
| 1939   | 1959   | 1967   | 1979   | 1989   | 1996   | 2000   |
| 12 764 | 17 047 | 19 000 | 20 798 | 22 891 | 22 200 | 21 300 |
| 2003   | 2006   | 2009   | 2012   | 2015   | 2018   | 2019   |
| 20 400 | 19 300 | 19 007 | 18 640 | 18 359 | 17 826 | 17 805 |

## Климат
Климатът е субполярен, с дълга и много студена зима и кратко и топло лято. Валежите са умерени, като средното количество годишни валежи възлиза на 467,1 mm.
| Климатични данни за Енисейск          | Климатични данни за Енисейск | Климатични данни за Енисейск | Климатични данни за Енисейск | Климатични данни за Енисейск | Климатични данни за Енисейск | Климатични данни за Енисейск | Климатични данни за Енисейск | Климатични данни за Енисейск | Климатични данни за Енисейск | Климатични данни за Енисейск | Климатични данни за Енисейск | Климатични данни за Енисейск | Климатични данни за Енисейск |
| Месеци                                | яну.                         | фев.                         | март                         | апр.                         | май                          | юни                          | юли                          | авг.                         | сеп.                         | окт.                         | ное.                         | дек.                         | Годишно                      |
| Абсолютни максимални температури (°C) | 3,1                          | 7,1                          | 16,5                         | 25,3                         | 33,2                         | 35,4                         | 35,6                         | 33,6                         | 29,2                         | 23,7                         | 8,9                          | 6,1                          | 35,6                         |
| Средни максимални температури (°C)    | −16,5                        | −13                          | −3,2                         | 5,6                          | 13,9                         | 21,7                         | 24,7                         | 20,7                         | 13,5                         | 3,8                          | −7,7                         | −15,1                        | 4,5                          |
| Средни температури (°C)               | −21,2                        | −19,2                        | −10,1                        | −0,2                         | 7,8                          | 15,4                         | 18,7                         | 14,9                         | 8,2                          | 0,0                          | −11,6                        | −19,2                        | −0,9                         |
| Средни минимални температури (°C)     | −26,4                        | −25,1                        | −16,8                        | −5,8                         | 2,1                          | 8,9                          | 12,1                         | 9,3                          | 3,7                          | −3,3                         | −15,6                        | −23,8                        | −6,2                         |
| Абсолютни минимални температури (°C)  | −54,3                        | −51,2                        | −44,3                        | −35,6                        | −17,1                        | −3,9                         | 1,3                          | −3,1                         | −8,9                         | −33,6                        | −49                          | −53,2                        | −54,3                        |
| Средни месечни валежи (mm)            | 24,0                         | 16,4                         | 15,6                         | 22,2                         | 42,5                         | 56,0                         | 60,9                         | 64,1                         | 51,1                         | 45,3                         | 38,1                         | 30,9                         | 467,1                        |
| Средно количество слънчеви часове     | 44                           | 94                           | 168                          | 213                          | 252                          | 290                          | 311                          | 231                          | 134                          | 74                           | 44                           | 27                           | 1882                         |
| ------------------------------------- | ---------------------------- | ---------------------------- | ---------------------------- | ---------------------------- | ---------------------------- | ---------------------------- | ---------------------------- | ---------------------------- | ---------------------------- | ---------------------------- | ---------------------------- | ---------------------------- | ---------------------------- |
| Източник: Climatebase.ru              |                              |                              |                              |                              |                              |                              |                              |                              |                              |                              |                              |                              |                              |

## Транспорт
Градът разполага с летище и речно пристанище. Разположен е на автомобилния път Красноярск – Лесосибирск. Има автобусен градски транспорт.

## Галерия
- Улица в Енисейск.
- Бившата мъжка гимназия, днес училище.
- Бившата женска гимназия.
- Пристанището на града.
- Сградата на летището.